# Tyler Nella
Tyler Nella (Burlington, 8 marzo 1988) è un ex sciatore alpino canadese.

## Biografia
In Nor-Am Cup Nella esordì il 16 dicembre 2003 a Lake Louise in supergigante (76º), sua prima gara in campo internazionale, ottenne il primo podio il 12 dicembre 2008 nelle medesime località e specialità (2º) e la prima vittoria, sempre in supergigante, il 15 dicembre successivo a Panorama. Debuttò in Coppa del Mondo il 17 gennaio 2009 a Wengen in discesa libera (51º) e l'11 febbraio dello stesso anno ottenne a Mammoth Mountain in supergigante la sua seconda e ultima vittoria in Nor-Am Cup.
Il 6 gennaio 2010 colse l'ultimo podio nel circuito continentale nordamericano, a Sunday River in slalom gigante (3º), e pochi giorni dopo ottenne il suo miglior piazzamento in Coppa del Mondo, all'ultima gara disputata nel circuito: la discesa libera di Wengen del 16 gennaio (39º). Ai successivi XXI Giochi olimpici invernali di Vancouver 2010, sua unica presenza olimpica, fu 32º nella supercombinata; si ritirò durante la stagione 2011-2012 e la sua ultima gara fu uno slalom gigante FIS disputato il 24 gennaio a Georgian Peaks, chiuso da Nella al 3º posto.

## Palmarès

### Nor-Am Cup
- Miglior piazzamento in classifica generale: 4º nel 2009
- 5 podi:
  - 2 vittorie
  - 1 secondo posto
  - 2 terzi posti

#### Nor-Am Cup - vittorie
| Data             | Località         | Paese       | Specialità |
| ---------------- | ---------------- | ----------- | ---------- |
| 15 dicembre 2008 | Panorama         | Canada      | SG         |
| 11 febbraio 2009 | Mammoth Mountain | Stati Uniti | SG         |

Legenda:

SG = supergigante

### Campionati canadesi
- 3 medaglie:
  - 3 bronzi (supercombinata nel 2008; slalom gigante nel 2009; discesa libera nel 2011)